# Estella Calderón
Estela "Estelita" Calderón Sánchez fue una escritora y guionista de radio  mexicana de los años 50 y 60, autora de la segunda telenovela mexicana Gutierritos (21 de abril de 1960) dirigida por Rafael Banquells, contratada por Telesistema Mexicano (hoy Televisa) . Quinta escritora que más destacó de la década de 1958-1967.

## Vida
Al igual que Marissa Garrido y Fernanda Villeli, la familia de Calderón fue cuna de artistas, acostumbrada a espectáculos y costumbres. Se casó con Carlos Chacón Jr., tuvo a Estela Chacón Calderón (4 de mayo de 1944 en México, D.F.), y a Carlos Chacón Calderón y María Chacón Calderón

## Trayectoria profesional
La radio, al principio desinteresada, comenzó la producción de cientos de radionovelas al irse las empresas y comerciantes al entonces nuevo medio de comunicación: la televisión, por fin escritores como el doctor Gabriel Herrero, Mimí Bechelani, Carlos Chacón, José de Jesús Vizcaíno y la mismísima Estela Calderón vieron su oportunidad. Sin embargo, su primer éxito fue la novela televisada Gutierritos, a pesar de que no existía forma de medir la popularidad más que la reacción instantánea de los televidentes; por ejemplo, aumentó la compra de los televisores (desde su introducción nueve años atrás). También intentó otras novelas como en 1960 cuando intentaron transmitir en vivo Casa de Odio, una telenovela matutina, pero no tuvo éxito (desde el punto de la mercadotecnia).Calderón fue la quinta escritora que más destacó de la década de 1958-1967 con 11 telenovelas.
Colgate-Palmolive, uno de los principales patrocinadores de Gutierritos, utilizó el eslogan: “¡El segundo cañonazo en televisión!”; asegurando ser especialmente elegido para esta novela.

## Estilo
Sus temas eran radicales, trataba con el divorcio, el feminismo o la maternidad; no intentaba retratar las típicas historias sobre enamoradas y esposos perfectos en casas de fantasía. Creaba personajes emotivos, villanas y antihéroes, de tal forma que los hombres empezaron a volverse a este género. Para algunos Calderón denunciaba la mediocridad y para otros ella mostraba un hombre fuera de los estereotipos de mexicano macho del siglo XX, lo cual es una muestra de "masculinidad indeseada por el androcentrismo hegemónico". Gutiérrez simplemente no era un tradicional esposo dominante, sino un trabajador honesto y buen padre "La bondad encarnada".

-¿Vas a salir tía?
 
-Si Rosa, al cine. ¿Se te ofrece algo?
-Tía, por favor no vayas. No quiero quedarme sola
-¿Por qué?
-¿No es conveniente? Estoy esperando a tu novio
-No te preocupes hija, Ángel me inspira absoluta confianza
-¿Tan buena opinión tienes de él?
-En cierto modo si
-¿Por qué en cierto modo? ¿Acaso tu también opinas que Ángel es un hombre apocado e insignificante?
-Si, eso es lo que opino
-¿Y te atreves a decirmelo, tía?
 
-No se porque te disgusta mi franqueza, hasta el momento de convertirte en su novia tu opinabas igual. ¿Cuántas veces me dijiste que te molestaban sus atenciones...?
Fragmento de la Radionovela Gutierritos, Capítulo 1

## Impacto
Gutierritos al principio visto como un mártir de la clase media burocrática, visto como un héroe de la época del gobierno de Adolfo Ruiz Cortines, de políticas austeras, se convirtió en la figura icónica de los oficinistas dóciles, un madilón dominado por otras personas (en caso de la novela sería su esposa y suegra). Adquirió un adjetivo peyorativo con sinónimos como mediocre, gris o débil. Ahora, según la generación millennial el nombre que se le da a este tipo de personas es "Godínez", el cual se sugiere ha surgido del personaje del Chavo del 8.

## Novelas
- Gutierritos
- Flor Marchita
- Cadenas de amor
- Elena
- Mamá Campanita
- La Duquesa
- Pobre niña rica
- Juanita Santos
- Corazones en derrota
- Raíces de orgullo
- Vendaval de celos
- La estrella dormida
- Cuando el diablo llora
- Siempre tuya
- La sombra del pecado
- Vértigo
- Atormentada
- Aurelia
- Cadenas de angustia
- Mariana
- Pobre Clara
- Mi hermana la Nena
- Vamos juntos
- Casa de Odio